# Andrea Malagoli
Andrea Malagoli (Modena, 29 maggio 1991) è un hockeista su pista italiano, attaccante dell'Hockey Trissino.

## Palmarès

### Giocatore

#### Competizioni nazionali
- Coppa Italia: 2

Amatori Lodi: 2015-2016
Trissino: 2022-2023
- Campionato italiano: 3

Amatori Lodi: 2017-2018
Trissino: 2021-2022, 2022-2023
- Supercoppa italiana: 3

Amatori Lodi: 2018
Trissino: 2022, 2023

#### Competizioni internazionali
- CERH European League: 1

Trissino: 2021-2022
- Coppa Intercontinentale: 1

Trissino: 2023